# Francesco Baglietto
Francesco Baglietto ( * 1826 - 1916 ) fue un médico, y botánico italiano.

## Biografía
Estudiante de Giuseppe de Notaris, se especializó en el estudio de líquenes, tema sobre los cuales desarrolló numerosas investigaciones y publicaciones de valor. Junto con De Notaris y Cesati fundaron la importante colección del Erbario Crittogamico Italiano. En 1871 dio a luz a su «Prospetto ljchenologico della Toscana» donde, reunió lo que había sido publicado anteriormente de líquenes y añadiendo abundante material y la adición de algunas colecciones privadas, así pudo incluir 411 especies de líquenes de Toscana y de regiones adyacentes. Y a ese trabajo se le añadió otro catálogo, finalmente, al del Dr. Antonio Mori, en el que hay 83 especies, en su mayoría mencionados en el folleto de Baglietto, algunas de ellas pertenecientes a una colección privada del prof. Arcangeli, otros al'Erbario dell'Orto botánico di Pisa, y lo restante recogido por el autor. Giovanni Battista De Toni (1864-1925) adquirió el Herbario liquenológico del Dr. Francesco Baglietto en £ 2000 (Tretiac & Dallai, 1989): colecciones que s conservan en el "Instituto Botánico de Módena" y que, junto con otros que allí existen, hace que el Herbario Líquenológico de la Universidad de Módena una de las mayores colecciones de la flora criptogámicas.

## Obra[1]
- Baglietto, F. 1857. Enumerazione dei licheni di Liguria. Memorie della Accademia delle Scienze di Torino, Ser. 2 17: 373-[415].
- Baglietto, F. 1861. Nuove specie di licheni. Commentario della Società Crittogamologica Italiana, 1 (1): 17-[24]
- Baglietto, F. 1865. Materiali per la micologia Italiana. Commentario della Società Crittogamologica Italiana, 2 (2): 261-265
- Baglietto, F. 1870. Nota sull’Endocarpon guepini Delise e descrizione della Guepinella myriocarpa n.sp. Nuovo Giornale Botanico Italiano, 2: 171-[174]
- Baglietto, F. 1871. Prospetto Lichenologico della Toscana. Nuovo Giornale Botanico Italiano, Vol. III, - Pag. 211-297 – Firenze.
- Baglietto, F.; Carestia, A. 1863. Licheni nuovi dell’alta Valsesia. Commentario della Società Crittogamologica Italiana, 1 (5): 439-446
- G. de Notaris, F. Baglietto. 1872. Erbario Crittogamico Italiano. ser. II, fasc. XII (N.º 601-650)

- La abreviatura «Bagl.» se emplea para indicar a Francesco Baglietto como autoridad en la descripción y clasificación científica de los vegetales.[2]